# Nguyễn Hạ Long
Nguyễn Hạ Long (sinh ngày 09 tháng 3 năm 1994) là một cầu thủ bóng đá người Việt Nam hiện đang thi đấu ở vị trí tiền vệ cho câu lạc bộ Thành Phố Hồ Chí Minh tại V.League 1.